# Grotte de la Roche (Lalinde)
Cet article concerne la grotte de la Roche à Lalinde. Pour les autres grottes du même nom, voir Grotte de la Roche.
La grotte de la Roche (ou grotte de Birol, parfois abri de la Roche de Birol) est un site préhistorique de la vallée de la Dordogne, situé à Lalinde, en Dordogne, dans la région Nouvelle-Aquitaine. Elle a livré de nombreux vestiges datés du Magdalénien, aujourd'hui exposés dans différents musées en France et à l'étranger.

## Situation
La grotte de la Roche, ou grotte de Birol, se trouve entre Lalinde et Couze-et-Saint-Front, près du hameau de Birol, environ 2 km à l'ouest du village, en rive droite (côté nord) de la vallée de la Dordogne, environ 600 m en amont de la confluence de la Couze avec la Dordogne,, et environ 300 m en aval de la résurgence captée de Soucy. Elle est proche de deux autres sites magdaléniens : l'abri du Soucy à environ 500 m en amont, et le site de la gare de Couze à environ 500 m en aval.
À une altitude de 60 à 65 m, elle est à peu près à mi-hauteur du coteau bordant la vallée de la Dordogne. Elle est à la base d'un escarpement rocheux qui domine le front de taille d'une ancienne carrière.

## Historique
En 1927, Peyrille et Delmas découvrent la grotte de la Roche. Les outils et objets d'art magdaléniens mis au jour sont rapidement vendus et dispersés en Europe et en Amérique.

## Description
L'entrée est exposée au sud-est. Le porche de l'abri est large d'environ 15 m ; il est prolongé par une galerie large de 6 à 8 m et longue d'environ 20 m. La grotte est une exsurgence fossile.
La grotte a certainement été un habitat magdalénien et probablement aussi un lieu de sépulture. Elle se présente aujourd'hui sur deux niveaux séparés par un plancher stalagmitique qui n'existait pas au Paléolithique : l'actuelle galerie inférieure de la grotte résulte des fouilles de 1927-1928, les fouilleurs ayant creusé horizontalement sous le plancher stalagmitique. La partie excavée fait plusieurs mètres de large sur une douzaine de mètres de long et atteint 1,40 m de hauteur par endroits.

## Datation
L'analyse typologique et stylistique permet d'attribuer la grotte au Magdalénien VI, en raison des découvertes faites sur un site de plein air voisin : le site de la gare de Couze, fouillé dans les années 1960 par François Bordes,. Un bloc gravé à figure féminine stylisée et une industrie proche de celle de la grotte de la Roche ont été trouvés en stratigraphie sur ce site et sont donc datables. L'occupation de la grotte de la Roche serait par conséquent contemporaine du bloc gravé de Couze, autour de 12 000 ans avant le présent.

## Vestiges
La grotte a livré des restes de faune, des outils de silex tels que burins, grattoirs, lames et burins bec-de-perroquet ; des aiguilles en os, des pointes de sagaie, des harpons, deux bâtons percés, et une dizaine d'objets décorés.

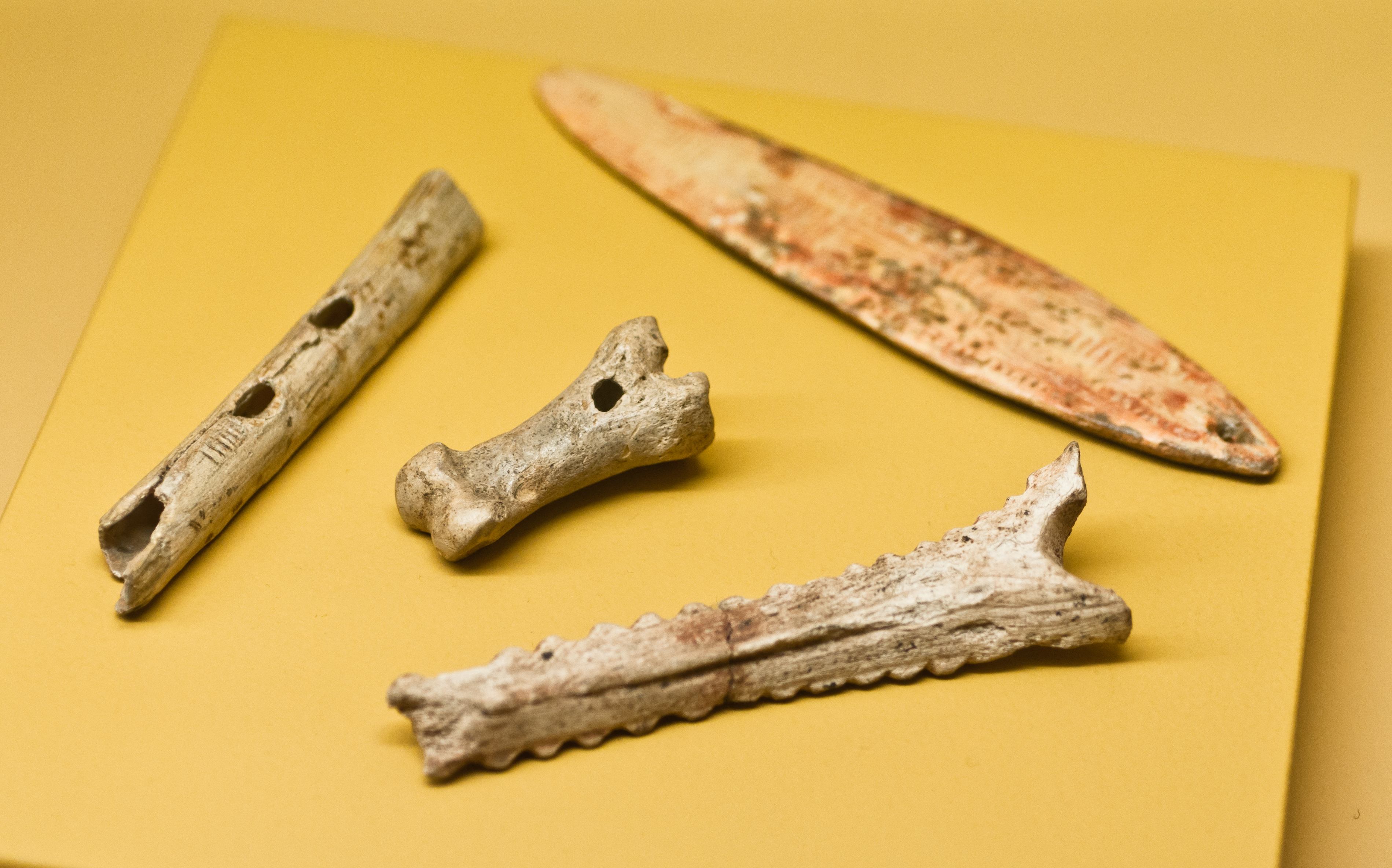
Grande pendeloque, ou rhombe de Lalinde, présentée parmi des instruments de musique au musée d'Archéologie nationale.

L'une des découvertes remarquables est une pendeloque considérée par une partie des chercheurs, comme un rhombe (un instrument à vent souvent rapproché du churinga australien ou du bull-roarer américain).
Cet objet en bois de renne, de forme ovale allongée et muni d'un trou de suspension, porte un décor géométrique gravé sur une surface préalablement recouverte d'ocre rouge. Son interprétation comme instrument de musique n'est pas certaine : Denis Peyrony le décrit comme un rhombe et Henri Breuil l'appelle churinga, mais André Leroi-Gourhan ne reprend pas ce diagnostic. 
Les trouvailles les plus célèbres sont toutefois des blocs de pierre gravés aux motifs étonnants, qui seront reconnus ultérieurement comme des figures féminines stylisées, attribuables au Magdalénien final,.
Leur graphisme présente des analogies avec la plastique des Vénus de Gönnersdorf (en), découvertes en Rhénanie-Palatinat, et semble être originaire du Périgord : « Lalinde pour l'art mobilier et la grotte de Fronsac pour l'art pariétal en sont les exemples types. »  Une autre représentation similaire vient de l'abri des Harpons (Lespugue, Haute-Garonne) avec une vénus sur baguette en bois de cerf.

## Conservation
Les deux blocs gravés à figures féminines stylisées les plus connus sont conservés au musée national de Préhistoire, aux Eyzies, et au musée Field de Chicago. La grande pendeloque, dite rhombe, est conservée au musée d'Archéologie nationale de Saint-Germain-en-Laye.
Autres vestiges archéologiques :
- le musée Field conserve une collection d'une centaine de pièces provenant de Lalinde[18], dont quatre petits blocs gravés à figures féminines stylisées[19] ;
- le musée des Confluences de Lyon conserve le bloc gravé au chamois[20],[21], quatre os gravés[22] et quelques objets ;
- on trouve quelques pièces provenant de Lalinde (notamment une aiguille à coudre intacte) au Musée de l'Homme, à Paris[18] ;
- le Museum für Vor- und Frühgeschichte de Berlin a acquis en octobre 1995 une tête de cheval gravée sur os provenant de Lalinde, qui avait été présentée au public zurichois en 1956 dans une exposition intitulée Le cheval et l'homme[18].

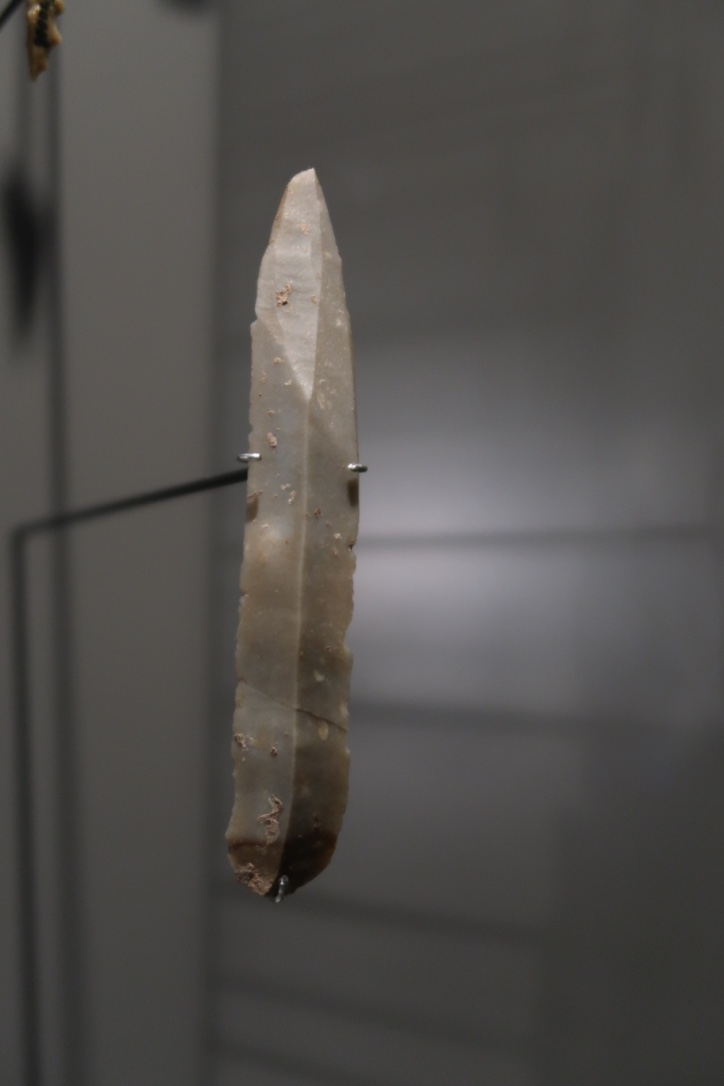
Burin. c.10 cm. Musée des Confluences.
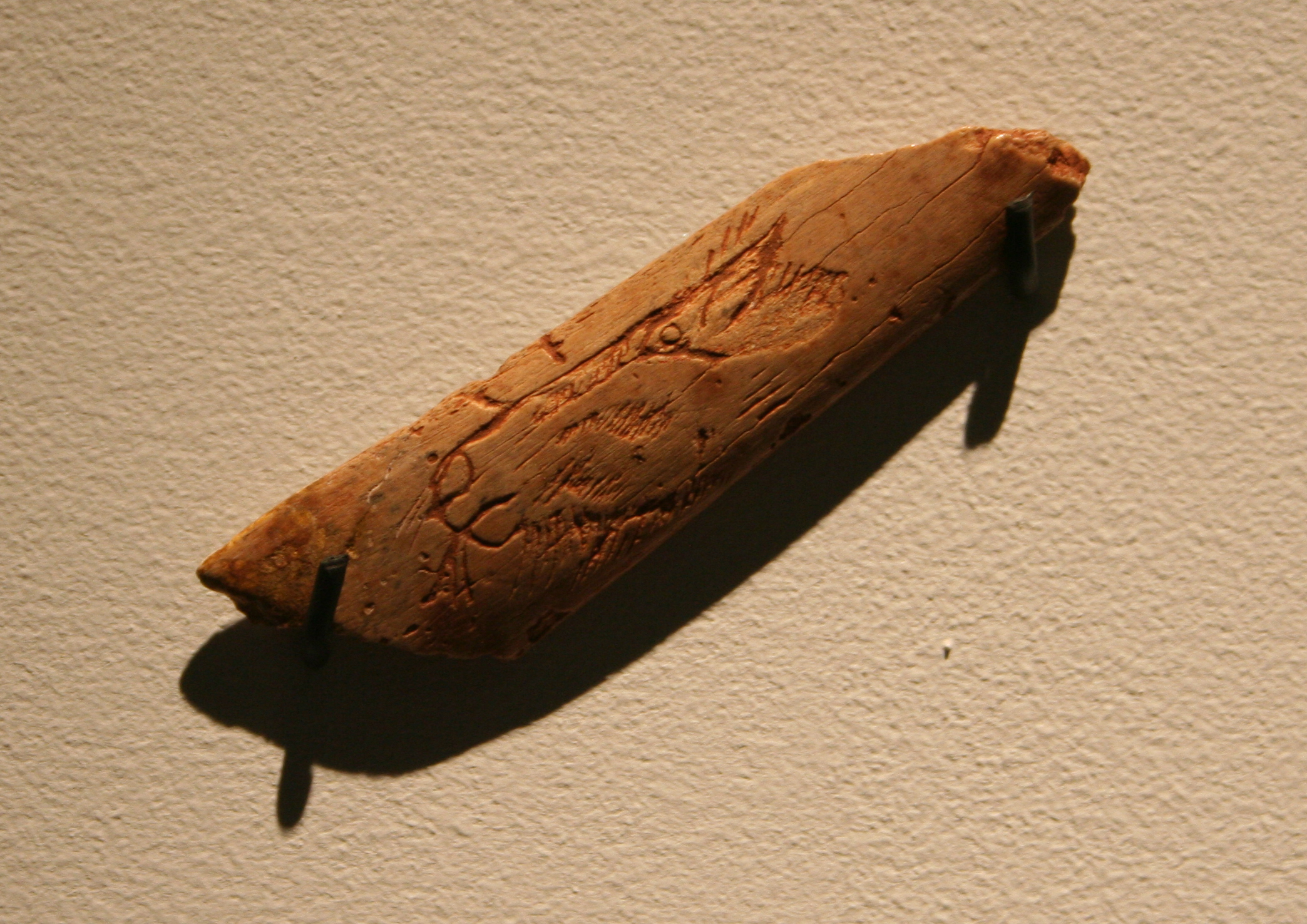
Tête de cheval gravée. Os, 4 cm. Neues Museum. Collection du Museum für Vor- und Frühgeschichte.
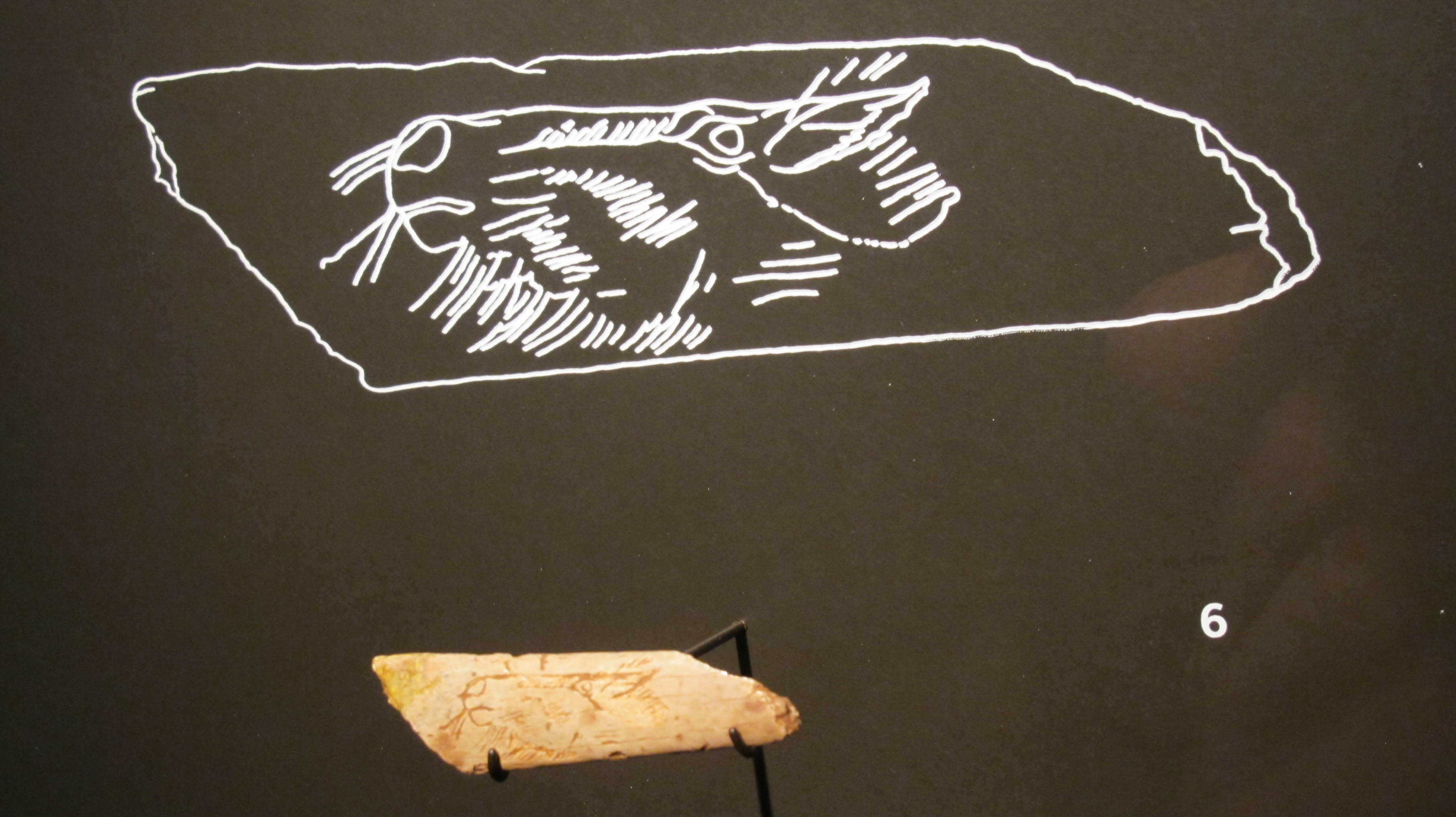
Relevé de la tête de cheval gravée.